# Oberea holatripennis
Oberea holatripennis är en skalbaggsart som beskrevs av Stefan von Breuning 1982. Oberea holatripennis ingår i släktet Oberea och familjen långhorningar. Inga underarter finns listade i Catalogue of Life.